# Ипохондрическая шизофрения
Ипохондрическая шизофрения — по устаревшим данным, форма шизофрении с доминирующей в клинической картине ипохондрической симптоматикой. В современной международной практике такое заболевание не выделяется.

## Основная информация
Как отдельная клиническая форма эндогенного процесса ипохондрическая шизофрения была впервые выделена М. Борнштайном в 1928 году. Борнштайн указывал, что для неё характерен внезапный дебют, благоприятное протекание и завершение полной ремиссией без выраженного шизофренического дефекта. Ипохондрическая шизофрения как отдельная форма выделялась С. Ю. Барзаком, С. И. Консторумом и Э. Г. Окунёвой. В руководствах по психиатрии (В. А. Гиляровского, М. О. Гуревича) описывалась «ипохондрическая форма шизофрении». Всеми перечисленными авторами она определялась как форма шизофрении с вялым доброкачественным течением, проявляющаяся почти исключительно сенестопатическими ипохондрическими клиническими картинами.

## Современная классификация
В Диагностическом и статистическом руководстве по психическим расстройствам (DSM-5) понятие «ипохондрическая шизофрения» отсутствует. В Международной классификации болезней 10-го пересмотра (МКБ-10), адаптированной для использования в Российской Федерации, ипохондрическая шизофрения включается в раздел F20.8 (другой тип шизофрении), её код — F20.8xx1. В международной версии МКБ-10 (новая версия МКБ-10 была представлена Всемирной организацией здравоохранения в 2016 году) это понятие отсутствует.